# Germersreuth
Germersreuth ist ein Gemeindeteil des Marktes Sparneck im Landkreis Hof (Oberfranken, Bayern). Germersreuth liegt in der Gemarkung Sparneck.

## Geografie
Das Dorf bildet mit Stockenroth im Osten eine geschlossene Siedlung. Diese liegt am Föhrigbach, einem linken Zufluss der Sächsischen Saale. Die Kreisstraße HO 18 führt an der Ziegelhütte und Rohrmühle vorbei nach Sparneck (1,8 km östlich) bzw. nach Mechlenreuth (1,7 km nordwestlich).

## Geschichte
Der Ort wurde 1419 als „Gamansrewte“ erstmals urkundlich erwähnt. Das Bestimmungswort des Ortsnamens ist der Personenname Garman, das Grundwort ist -reuth. 1459 belehnte der böhmische König Georg von Podiebrad Rudolf und Fritz von Sparneck mit dem Dorf.
Germersreuth gehörte zur Realgemeinde Stockenroth.
Von 1797 bis 1810 unterstand Germersreuth dem Justiz- und Kammeramt Münchberg. Infolge des Ersten Gemeindeedikts wurde Germersreuth dem 1812 gebildeten Steuerdistrikt Sparneck und der zugleich entstandenen Ruralgemeinde Sparneck zugeordnet.

### Einwohnerentwicklung
| Jahr      | 001812 | 001819 | 001861 | 001871 | 001885 | 001900 | 001925 | 001950 | 001961 | 001970 | 001987 |
| Einwohner | *      | *      | 67     | 80     | 66     | 49     | 49     | 51     | 41     | 32     | *      |
| Häuser    | *      |        |        |        | 8      | 10     | 9      | 7      | 8      |        | *      |
| Quelle    | [ 6 ]  | [ 9 ]  | [ 10 ] | [ 11 ] | [ 12 ] | [ 13 ] | [ 14 ] | [ 15 ] | [ 16 ] | [ 17 ] | [ 18 ] |

## Religion
Germersreuth ist bis heute nach St. Peter und Paul (Münchberg) gepfarrt und ist seit der Reformation evangelisch-lutherisch geprägt.